# Usevolodo III de Vladimir
Usevolodo III Yuryevich, ou Usevolodo, o Grande Ninho (em russo:  Все́волод III Ю́рьевич Большо́е Гнездо́ Vsévolod Trétij Júr'jevich Bol'shojé Gnezdó) (1154–1212), foi um Grão-Príncipe de Vladimir, a qual, durante seu longo reinado (1177–1212) atingiu o zênite de sua glória. 

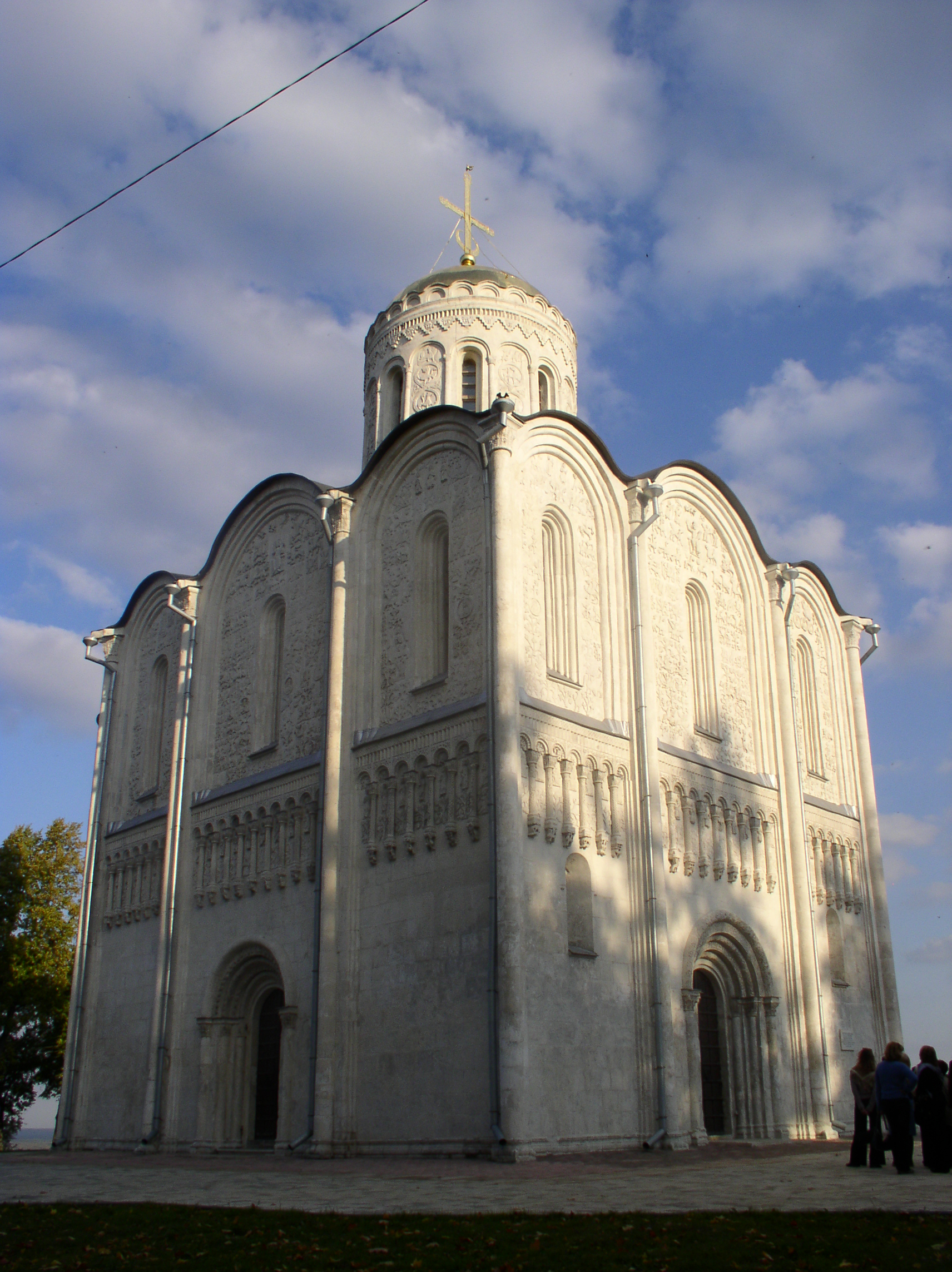
O nome cristão de Usevolodo era Demétrio, logo, dedicou esta igreja à São Demétrio, seu santo padroeiro.

Obteve o apelido de "Grande Ninho", porque ele tinha uma grande descendência - 12 crianças, incluindo oito filhos. Na historiografia russa, às vezes é chamado Usevolodo III. O reinado de Usevolodo é o período da maior ascensão da terra de Vladimir-Susdália. As razões para o sucesso de Usevolodo são a confiança em novas cidades (Vladimir, Pereslavl-Zalessky, Dmitrov, Gorodets, Kostroma, Tver).

## Família
Usevolodo era o décimo ou décimo primeiro filho de Jorge Dolgoruky (1099 – 1157), e irmão de André I de Vladimir. Seu pai fundou a cidade de Dmitrov para comemorar o nascimento de Usevolodo. Nikolai Karamzin (1766 – 1826) iniciou a especulação ao identificar a mãe de Usevolodo, Helene como uma princesa Grega, pois,  seguido da morte de seu marido,  levou Usevolodo consigo para Constantinopla.
Usevolodo passou sua juventude na corte de Comnena. Ao retornar do Império Bizantino em 1170, Usevolodo visitou, supostamente,  Tbilisi, como uma crônica local anota que, naquele ano o rei da Geórgia entreteve seu sobrinho de Constantinopla e o casou com sua parente, uma princesa Ossétia.

## Biografia
Em 1162, junto com sua mãe e irmãos  Vasilko e  Mistislau foi expulso por André I, partindo para Constantinopla aos cuidados do imperador  Manuel. Com a idade de quinze anos, ele retornou para a Rússia e, tendo feito as pazes com André, em 1169 e, juntamente com outros príncipes aliados, participou na campanha de captura de Quieve. Em 1173 pela ordem do irmão mais velho - Mikhail Yuryevich sentou-se em Quieve com Yaropolk Rostislavich e logo foi capturado em Esmolensco por Rostislavich que tinha tomado a cidade. Retirado do cativeiro por Mikhail.

### Luta pelo poder em Vladimir
Depois do assassinato de André (1174) junto com seu irmão mais velho Miguel em 1176, lutou pelo poder no Principado de Vladimir-Susdália com seus sobrinhos,  Mistislau e Jaropolco Rostislavich. Apoiados por Esvetoslau Czernicóvia. Em 1176  infligiu uma derrota decisiva em Mistislau, e no começo de 1177 destruiu seu aliado, Glebo de Riazã, capturando-o e a Rostislavich. Glebo logo morreu na prisão de Vladimir e Rostislavich foi cegado e libertado. Mistislau logo morreu, e Jaropolco foi então feito prisioneiro em (1181) e expulso em 1196.

### Fortalecendo a política externa
Esvetoslau rompeu sua aliança com Usevolodo, que se opunha à concentração do poder romano na terra de Riazã. Esvetoslau empreendeu uma campanha punitiva contra Usevolodo, que terminou em vão no rio Vlena, além disso o  filho de Esvetoslau foi expulso de Novogárdia pelas próximas três décadas. Mandou seu filho mais velho Constantino para Novogárdia (1205) para reinar.
Usevolodo, o Grande Ninho continuou lutando na Bulgária do Volga e Mordóvia (campanhas  em 1183 e 1185), com Esvetoslau, da parte da qual a crônica registrou um apelo único a Usevolodo (irmão e filho). Em 1185, Usevolodo conduziu uma nova invasão do Principado de Riazã.
Em 1189, ele tomou o príncipe galego Vladimir Yaroslavich, filho de sua irmã, sob sua tutela.
Em 1194, Esvetoslau se reuniu com seus irmãos em Rogov e fez uma campanha contra os príncipes riazenses por causa de uma disputa fronteiriça, ao mesmo tempo em que pedia permissão a Usevolodo, o Grande Ninho, mas ele recusou, e as tropas tiveram que ser enviadas de Karachev.

### Sul após a morte Esvetoslau
Após a morte de Esvetoslau no principado de Quieve (1194) Rurique Rostislavich colocou seu genro na posse de Romano Mstislavich em um grande volost na região de Quieve em Porosye, que incluiu cinco cidades: Torchesk, Trípoli, Korsun, Bohuslav e  Kanev. O Grande Ninho, por reconhecimento de que pelos anciãos da família Monômaco, Rurique foi, reivindicou a paróquia romana para si mesmo, dando Torsches Rurique para seu filho Rostislau.
Então, Usevolodo destruiu a união dos Monômacos do sul para não perder a influência sobre os assuntos do sul. Os Olgoviches realizarn uma campanha de sucesso contra Davi Rostislavich em 1195. Em 1196, Czernicóvia se preparou para defender sua capital de Rurique Rostislavich, fez entalhes no caminho da suposta ofensiva das tropas e Vladimir e colocou suas principais forças atrás das vagas. Rurique foi forçado a usar parte de suas forças do sul (Mistislau Romanovich e Rostislav Rurikovich) e aliados galegos (Vladimir Yaroslavich) para distrair Romano Volynsky. Não de nao estar presente nas batalhas, Olgoviches recusou reivindicar Quieve durante a vida de Rurique e Davi. Além disso, Usevolodo fez as pazes com os Olgoviches, apesar do fato de terem rejeitado os termos de romper a aliança com Romano Volynsky, o que causou a indignação de Rurique e a completa retirada das posses de Usevolodo na região de Quieve.

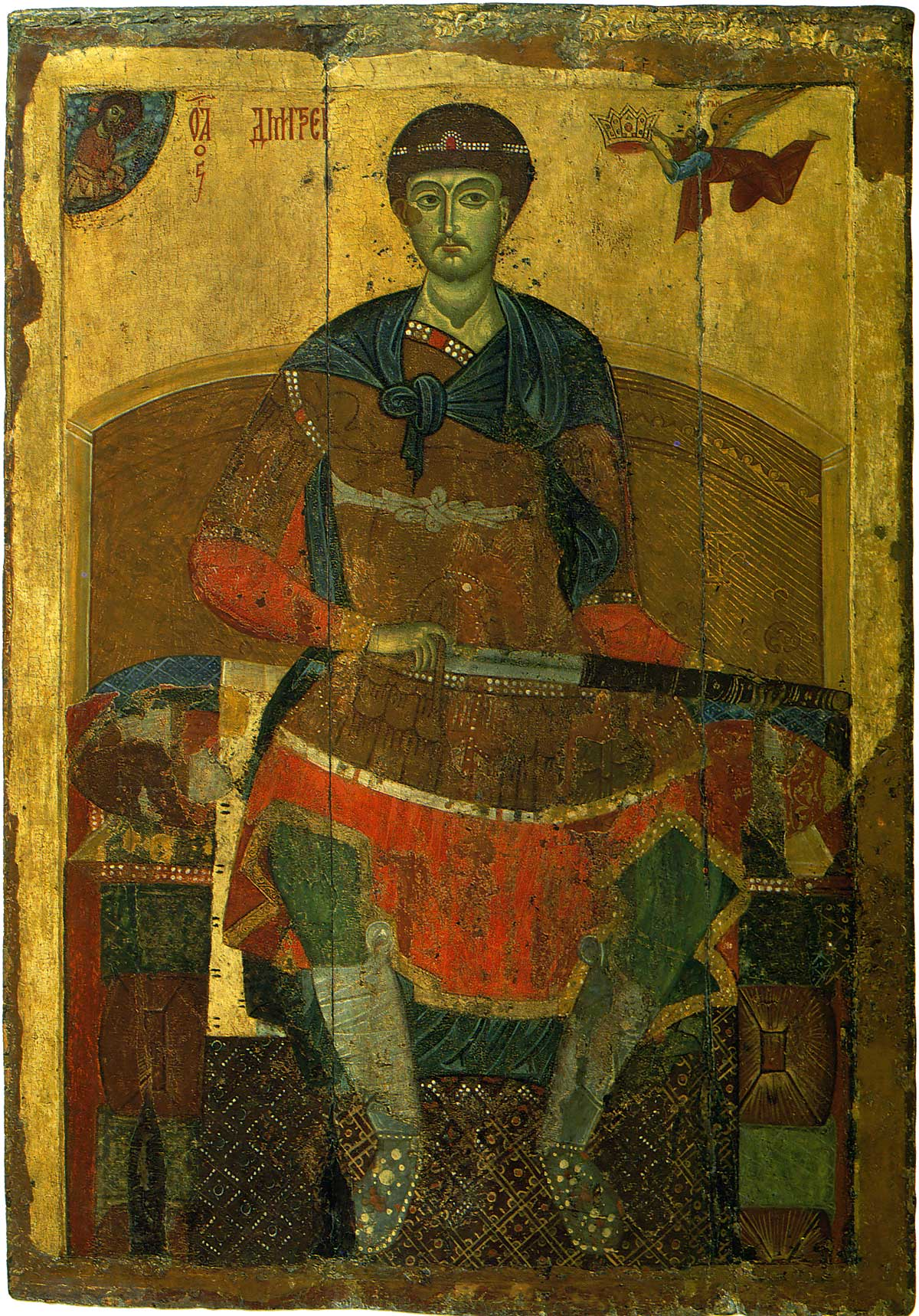
Ordenado por Demétrio Usevolodo, quadro de São Demétrio

Em abril ou junho de 1198, Usevolodo conduziu uma campanha contra o Don Polovtsy, derrotando seus terrenos invernais, isto é, penetrando na parte sul das áreas que ocupavam. E em vez da habitual migração primaveril para o norte, eles tiveram que correr mais para o sul, para o mar, a fim de evitar uma colisão com Usevolodo. O equilíbrio de forças no sul mudou dramaticamente com a chegada ao poder em Galícia (1199) e Quieve (1201) De Romano Galitsky. A Crônica "Lavrentiev perto de Usevolodo" relata que Usevolodo e Romano foram aprisionados no principado de Quieve por Ingvar Yaroslavich, primo de Romano (similarmente (pelo testamento de Usevolodo), explica Rurique Rostislavich em Quieve em 1194). Rurique Rostislavich uniu seus esforços com os Olgoviches e Polovtsy, mas conseguiu apenas a derrota de Quieve (2 de Janeiro de 1203) - a segunda na história da contenda. Rurique foi capturado por Romano.
Após a morte de Romano (1205), à convite do rei húngaro, o filho de Usevolodo Jaroslau tentou ocupar Galícia, que também foi reivindicado pelos Olgoviches. Uma nova briga começou, Usevolodo perdeu o principado do sul de Pereyaslav, e Rurique perdeu Quieve. Em resposta, Usevolodo em 1207, anunciando uma campanha contra Czernicóvia, em vez disso derrotou os aliados de Czernicóvia no principado Riazã, capturou 6 príncipes, colocou seu filho Jaroslau no comando, e após a revolta do povo em 1208 queimou Riazã. Mas Rurique, que retornou ao reino de Quieve, não devolveu Pereyaslavl a Usevolodo, e em 1209, os interesses de Usevolodo colidiram diretamente em Novogárdia com os interesses de Mistislau Mstislavich. Então Olgoviches ofereceu o mundo a Usevolodo, o Grande Ninho: Usevolodo IV de Quieve sentou-se em Quieve, Rurique Rostislavich  - em Czernicóvia, Pereyaslavl retornou sob o controle de Usevolodo (1210). Em comemoração João Vsevolodovich se casou com a princesa de Czernicóvia Ágata Vsevolodovna (1211).

### Anos posteriores
Em 1211, surgiu a questão da sucessão ao trono: o filho mais velho de Usevolodo, Constantino (casado com uma filha de [Mistislau Romanovich]]) exigiu que lhe fosse concedido as duas cidades de Vladimir e Rostóvia. Então Usevolodo convocou todos os seus boiardos de cidades e volostes, e este conselho confirmou a decisão de Usevolodo de privar Constantino dos direitos em favor de Jorge que sentou-se em Vladimir e Constantino em Rostóvia. Esta foi a causa da guerra interna no nordeste da Rússia (1212-1216) entre eles após a morte de Usevolodo.
Os restos mortais de Usevolodo são mantidos na Capela da Catedral da Assunção em  Vladimir.

## No "Lay of Igor's Regiment"
Grande Príncipe Usevolodo! Você pensa em voar de longe, para cuidar do trono de ouro do seu pai? Você pode derramar o Volga com os remos e não usá-lo com capacetes. Se você estivesse aqui, você seria um escravo de acordo com a nogata [(unidade monetária)] e um escravo de acordo com a barra [(outra unidade monetária)]. Afinal, você pode viver em terra seca para atirar, filhos audazes. 

## Família e filhos

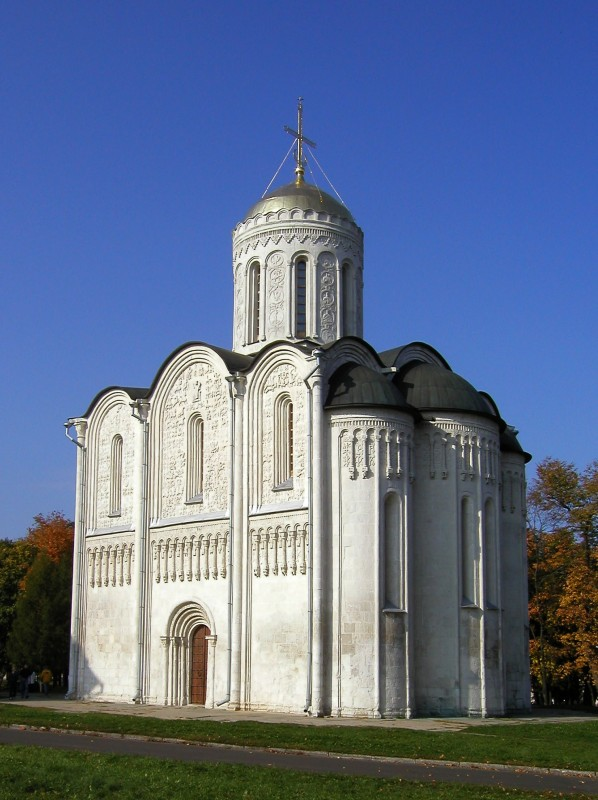
Catedral de São Demétrio (Vladimir) leva o nome de seu patrono celestial - São Demétrio

'1ª esposa'  - Princesa Maria Shvarnovna, irmã da esposa de Mistislau de Czernicóvia.
 Filhos :
- Sbyslava (Pelágia. 1178);
- Verkhuslava (Antônia / Anastásia) (1181-1998)
- Constantino (1186-1218) - o príncipe de Novogárdia e Rostóvia e o grão-duque de Vladimir;
- Useslau (morreu depois de 1206). casada com Rostislav Yaroslavich de Snov;
- Bóris († 1188) [9];
- Glebo († 1189) [9];
- Jorge II (1188-1238) - o grão-duque de Vladimir;
- Helena (Alyona) (1205);
- Jaroslau (1191-1246) - o grão-duque de Vladimir;
- Vladimir (Demétrio) (1192-1227) - príncipe de Starodubsky;
- Esvetoslau (Gabriel) (1196-1522) - o grão-duque de Vladimir;
- João (1197 / 1198-1247) - o príncipe de Starodubskiy;

 '2ª esposa'  - de 1209. filha de Vasilko Bryachislavich.